# فرقة عمل العقرب
فرقة عمل العقرب كان فريقا للاستجابة للأسلحة البيولوجية والكيميائية تابع للأمم المتحدة تم تنشيطه خلال حرب الخليج الثانية للرد على أي استخدام لأسلحة الدمار الشامل ضد المدنيين. تألفت فرقة العمل من أعضاء سويسريين متطوعين في وحدة الإغاثة في حالات الكوارث وأخصائيين دوليين مجهزين بأحدث معدات الحماية الكيميائية والبيولوجية وتم تحصينهم ضد عملاء يشتبه في أنهم يستخدمون ساحة المعركة ولديهم وسائل نقل خاصة بهم. كان أعضاء الفريق يسافرون بجوازات سفر دبلوماسية سويسرية في أي مكان في العالم في أقل من 24 ساعة من الحاجة إليهم.
كانت مهمة الفرقة هي الوصول إلى الأراضي الملوثة وتقييم المخاطر التي يتعرض لها السكان المدنيون والاستجابة لها وتنسيق الاستجابة التي تقوم بها وكالات الإغاثة الدولية الأخرى وإبلاغها متى يكون من الآمن إرسال أفرادها. كانت فرقة عمل العقرب تعمل بأوامر مباشرة من الأمين العام للأمم المتحدة وكانت على استعداد للخدمة الفعلية في 28 فبراير 1991. لم يتم نشرها. تأسست فرقة العمل من قبل الدكتور روبرت ستيفن من معهد الطب الاجتماعي والوقائي بجامعة زيورخ بسويسرا وشارك في تأسيسه الدكتور جاك وودال الذي عين لاحقا رئيسا لمنظمة الصحة العالمية بجنيف لاتفاقية الأسلحة البيولوجية.

## إعادة التنشيط
تم إلغاء تنشيط فرقة العمل بعد حرب الخليج الثانية. لكن منظمة الصحة العالمية طلبت من الحكومة السويسرية إعادة تنشيطها في يناير 2003. كان من المقرر إعادة تسميتها باسم فرقة العمل السويسرية الأوروبية لأسلحة الدمار الشامل. لم يتم نشر أية معلومات حول إعادة تنشيطها.
في فبراير 2016 أطلق الاتحاد الأوروبي هيئة طبية مماثلة للاستجابة لحالات الطوارئ مثل تفشي فيروس إيبولا في غرب أفريقيا. كانت الاستجابة لهذا الأمر أبطأ وأقل تنظيما مما كان يمكن أن يكون توفير قوة استجابة سريعة.